# Communauté de communes du Pays des Vans
La communauté de communes du Pays des Vans est une ancienne communauté de communes française, située dans le département de l'Ardèche et la région Rhône-Alpes.

## Composition
Elle est composée de 6 communes :
| Nom                     | Code Insee | Gentilé      | Superficie (km2) | Population (dernière pop. légale) | Densité (hab./km2) |
| ----------------------- | ---------- | ------------ | ---------------- | --------------------------------- | ------------------ |
| Les Vans (siège)        | 07334      | Vanséens     | 31,09            | 2 667 (2014)                      | 86                 |
| Chambonas               | 07050      | Chambonasais | 12,08            | 822 (2014)                        | 68                 |
| Gravières               | 07100      | Gravièrois   | 18,52            | 452 (2014)                        | 24                 |
| Les Assions             | 07017      | Assionais    | 14,88            | 697 (2014)                        | 47                 |
| Les Salelles            | 07305      | Salellois    | 5,61             | 346 (2014)                        | 62                 |
| Saint-Pierre-Saint-Jean | 07284      |              | 23,62            | 147 (2014)                        | 6,2                |

## Sources
- Base Nationale de l'Intercommunalité
- Splaf
- Base aspic